# Bernardus Bosch

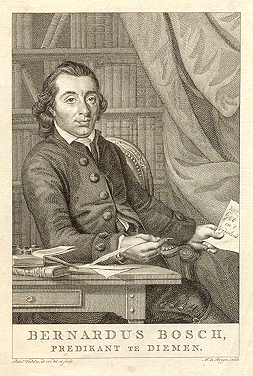
Bernardus Bosch

Bernardus Bosch (gedoopt Deventer, 4 september 1746 – Scheveningen, 22 november 1803) was een dominee met radicale patriottische sympathieën, Nederlands politicus en dichter.

## Biografie
Bernardus Bosch was achtereenvolgens predikant te Spanbroek, Oudkarspel, Vollenhove en sinds 1782 te Diemen. In de tweede helft van de 18e eeuw waren dichtgenootschappen heel populair en was hij een van de oprichters van een dergelijk genootschap in Amsterdam. Voornamelijk patriotten bleven lid en de oranjeklanten vertrokken. Na de publicatie van het gedicht Eigenbaat raakte hij zo bekend, dat het aantal stoelen in de kerk uitgebreid moest worden. Na de omwenteling in september 1787 ontvluchtte Bosch Amsterdam, toen zijn huis werd aangevallen. Bosch begon een zwervend leven, in een poging van zijn pennevruchten te leven. Hij publiceerde onder het pseudoniem Batavus, vertaalde uit het Frans en redigeerde een uitgave van Vondel. Bosch woonde in Amsterdam, Durgerdam, Buiksloot, Bergen op Zoom en Zaandam. Een benoeming in Poortvliet ging niet door, omdat hij te omstreden was. Bosch was actief in het opzetten van de Maatschappij tot Nut van 't Algemeen. Met de secretaris Martinus Nieuwenhuyzen schreef hij De Menschenvriend, 1787-'98, 10 stukken.
Na als voorzitter te hebben gefungeerd van de municipaliteit in Zaandam werd hij in december 1795 in Amsterdam benoemd als representant van het Bataafse volk. Hij werd gekozen als lid van de Eerste en Tweede Nationale Vergadering en de Constituerende Vergadering. Bosch maakte zich sterk voor de scheiding tussen staat en kerk. De staatsgreep van H.W. Daendels in juni 1798 kostte hem zijn plaats als representant. Bosch werd met enkele tientallen radicalen opgesloten in Huis ten Bosch. Na een aantal maanden werd aan de meeste gevangenen amnestie verleend, alleen Wybo Fijnje en S.J. van Langen bleven geïnterneerd.
Ondanks zijn veelvuldige publicaties eindigde hij zijn leven in armoede. Bosch sleet zijn laatste jaren aan de Scheveningseweg in een optrekje dat hem gratis was verleend door een weldoener. Bosch overleed op 22 november 1803 en werd door de zorg van Haagse vrijmetselaars in de Nieuwe Kerk ter aarde besteld.

## Werk
- Lofzang op de nieuwberijmde Davidszangen, Hoorn, 1775;
- Datheniaansche eerzuil, opgericht door Dathenaria, Hoorn, 1775;
- Aan Nederlands Erfstadhouder, door Batavus, Haarl. 1781;
- Eerzang aan den nooit volprezen burgervriend, den W.E. Groot A.H. Mr. Abraham d'Arrest, burgem. der stad Wesep door Batavus (z j. of pl.);
- De kinderagtige daaden van een Admiraal-Generaal, door Batavus, Z. pl. en jr. (1784);
- De Eigenbaat, dichtst., Amst. 1785; het werk waarmee hij beroemd werd.
- Batavus bij den dood van Jacobus Bellamy, Zelandus, gest. 11 maart 1786, Utr. 1786;
- Het vorstelijk 's-Gravenhage haar lot beklagende. Op de wijs: Adieu schoone Rosalinde, door Batavus, 1787;
- De vrijheid van drukpers door Batavus, gedrukt aan 't Y, 1787;
- De Vrijheid der drukpers, dichtst., Amst. 1787;
- Ernstige dichtluim aan mijne landgenooten, get. Batavus, Amst. Z. pl. (c. 1787);
- Aan den getrouwen en standvastigen vader des vaderlands, H. Hooft Danielsz., 13 van Grasmaand 1788, door Batavus;
- De weelde in Nederland, poëzy door Batavus, Dordr. 1790, met aant. herdr. in 1794;
- Onze verpligting om tot nut van 't algemeen te werken en de voordeelen, die daaruit voortvloeien, dichtst., Zaand. en Amst. 1791, psd. Vrijhart;
- Aan het volk van Nederland over de ware Constitutie in Holland 1793;
- Nederland op het einde der achttiende eeuw aan Prins Willem V., Rotterd. z.j.; Batavus aan zijne landgenoten ter gelegenheid, dat eene nieuwe Constitutie voor het volk van Nederland werd vervaardigt, Amst. 1796;
- Batavus aan zijne landgenooten, Amst. 1798;
- Napoleon Buonaparte, lierzang, 's Hage 1799;
- De Baatzucht, 's Hage 1801;
- Gedichten, 3 dln. Leiden 1803;
- Voorts leerredenen; Bosch was medewerker aan tijdschriften als de Burger Politieke Blixem en Janus Janus Zoon, een tijdschrift dat zijn kritiek op het nieuwe bewind niet onder stoelen of banken stak.

- Biografisch Portaal: 53456615
- Digitale Bibliotheek voor de Nederlandse Letteren: bosc003
- Gemeinsame Normdatei: 122061446
- International Standard Name Identifier: 0000 0000 5149 5358
- Library of Congress Control Number: nr2007012374
- Nederlandse Thesaurus van Auteursnamen: 069824290
- Parlement.com: vg09llu6i2ff
- Virtual International Authority File: 42710145
- WorldCat: E39PBJmXF4qFHVKkj6666X4pfq